# کالچو فیورنتینو
کالچو فیورنتینو (به ایتالیایی: Calcio Fiorentino) گونهٔ آغازین از ورزش فوتبال است که در بازی‌های سدهٔ ۱۶ میلادی در ایتالیا برگزار می‌شد. مهد این ورزش شهر فلورانس بود و در آغاز نیز giuoco del calcio fiorentino (بازی فلورانسی با پا) نامیده می‌شد و بعدها کوتاه گشت و calcio نامیده شد که امروزه در زبان ایتالیایی به بازی فوتبال گفته می‌شود.
قانون‌های کالچو برای نخستین بار در اواخر سدهٔ ۱۶ میلادی توسط جیووانی دی‌باردی کنت ورنیو تدوین شد.
در این ورزش نیز مانند هارپاتسوم هر تیم ۲۷ نفر بود و بازیکنان حق استفاده از دست و پا را داشتند. هدف در بازی رساندن توپ به نقطه‌ای تعبیه‌شده در دو طرف زمین بود. زمین بازی زمینی بزرگ و ماسه‌ای است. یک داور وسط و شش خط‌نگه‌دار نیز بازی را اداره می‌نمایند. هر بازی حدود ۵۰ دقیقه به طول می‌انجامد و تیمی برنده است که بیشترین امتیاز (کاچو) را به دست آورد دهد.